# Héctor David García Osorio
Héctor David García Osorio es un obispo católico, teólogo, filósofo y profesor hondureño que ejerce su ministerio episcopal como obispo de la Diócesis de Santa Rosa de Copán en su país Honduras desde el 3 de julio de 2025, anteriormente Obispo de la Diócesis de Yoro desde 3 de julio del año 2014 nombrado por el Papa Francisco hasta el 3 de julio de 2025

## Biografía[2]

### Nacimiento e infancia
Nacido en la municipalidad hondureña de Concepción de María, el día 23 de septiembre de 1966. Sus padres son Visitación M. García y Dña. María Maura Osorio y fue bautizado el 7 de enero de 1967, en su pueblo Concepción de María, en la Parroquia La Purificación de El Corpus.

### Estudios
- Primaria los realizó en su pueblo natal, en la Escuela Lempira.
- Secundaria la realizó en tres institutos: Primero en el Instituto Rafael Heliodoro Valle de Concepción de María en 1984. Segundo en el Instituto Santa María Goretti (Nocturno) en 1986 y tercero en el Instituto Superación (Nocturno) en 1987.

Cuando era joven descubrió su vocación religiosa y decidió entrar al Seminario menor Pablo VI desde 1986 hasta 1989 realizó los estudios. Luego en el Seminario Mayor Nuestra Señora de Suyapa en Tegucigalpa, donde realizó sus estudios eclesiásticos, teológicos y filosóficos. Luego se trasladó a Italia y allí se graduó en Teología espiritual por la Pontificia Universidad Gregoriana de la ciudad de Roma.

### Sacerdote
A sus 31 años cuando regresó a Honduras, fue ordenado sacerdote para su diócesis natal de Choluteca, el 8 de noviembre de 1997, por el entonces obispo diocesano Mons. Raúl Corriveau P.M.E.

#### Cargos
Tras su ordenación inició su ministerio pastoral y durante esos años, cabe destacar que ha ocupado diversos cargos:
- Vicario en la Parroquia San Pablo en Choluteca, el 23 de febrero de 1998.
- Coordinador de la Celebración de la Palabra y vicario de Pastoral de la diócesis de Choluteca, con residencia en el obispado, el 17 de marzo de 1999.
- Canciller de la Curia Diocesana de Choluteca el 22 de junio de 1999.
- Miembro del Colegio de Consultores y del Consejo Presbiteral de la diócesis de Choluteca de 1999 a 2002.
- Vicario general de la diócesis de Choluteca el 9 de enero de 2001.
- Rector del Seminario Menor Pablo VI de Choluteca, el 30 de noviembre de 2002.
- Párroco de la parroquia San Jerónimo de Goascorán, Valle, del 28 de enero de 2005 hasta el 28 de diciembre de 2009.
- Estudios en Roma, Italia, enero de 2010 hasta febrero de 2012.
- Miembro del equipo de formadores del Seminario Mayor Nuestra Señora de Suyapa, junio de 2012.
- Vicerrector del Seminario Mayor Nuestra Señor de Suyapa, junio de 2013.
- Secretario adjunto de la Conferencia Episcopal de Honduras, 2 de agosto de 2013.

## Obispo

### Nombramiento
El 3 de julio de 2025, fue nombrado Obispo titular de la diócesis de Santa Rosa de Copán por el Papa León XIV; en sucesión de Mons. Darwin Rudy Andino
El 3 de julio de 2014, fue nombrado por el Papa Francisco, nuevo Obispo de la Diócesis de Yoro; en sucesión de Mons. Jean-Louis Giasson(†).

### Ordenación Episcopal
Recibió la consagración episcopal el día 21 de septiembre de 2014 en el instituto San José, de El Progreso, Yoro.

#### Obispos consagrantes
- Consagrante Principal:
  - Emmo. Sr. Cardenal Oscar Andrés Rodríguez Maradiaga , SDB. Arzobispo de Tegucigalpa
- Co-Consecradores Principales:
  - Excmo. Mons. Luigi Bianco. Arzobispo Titular de Falerone.
  - Excmo. Mons. Guy Charbonneau , PME. Obispo de Choluteca.